# Kumi Naidoo
Kumi Naidoo, né en 1965 à Durban, en Afrique du Sud, est un défenseur des droits de l'homme (militant anti-apartheid) d’ascendance indienne. Il est secrétaire général d'Amnesty International de 2018 à 2019.
À partir de 2009, il a été directeur exécutif de l'ONG environnementale internationale Greenpeace. En 2015, il cède sa place à la Néo-zélandaise Bunny McDiarmid et à l'Américaine Jennifer Morgan.

## Éléments de biographie
Naidoo s'est impliqué dans des activités anti-apartheid quand il avait 15 ans. Ceci a entraîné son expulsion de l'école secondaire,. Il s'est impliqué dans les organisations de solidarité de voisinage et dans le travail des jeunes, au sein de sa communauté, et a contribué à l'organisation de mobilisations de masse, visant à mettre fin au régime de l'apartheid.
Durant l'administration du pays par un gouvernement d'apartheid, Naidoo a été arrêté à plusieurs reprises et inculpé de violation des dispositions contre la « mobilisation de masse », de désobéissance civile et de violation de l'état d'urgence. Ceci l'a forcé à entrer en clandestinité avant de finalement décider de s'exiler en Angleterre. Il a alors poursuivi ses études (il a été boursier Rhodes à l'université d'Oxford) et acquis un doctorat en sociologie politique.
Il a été président de l'ONG Civicus (en) et s'est investi dans plusieurs ONG internationales :
- Global Campaign for Climate Action (GCCA)[6] ;
- Clinton Global Initiative, Amnesty International[6] ;
- World Economic Forum[6] ;
- Fonds de développement des Nations unies pour la femme (UNIFEM)[6].

Au début des années 2000, il fait partie des fondateurs de Global Call to Action Against Poverty (en) (GCAP), Action mondiale contre la pauvreté (AMCP).
En août 2018, il succède à Salil Shetty comme secrétaire général d'Amnesty International,. Il démissionne de ses fonctions le 5 décembre 2019. Julie Verhaar lui succède comme secrétaire générale par intérim.